# Brendan Fraser
Brendan James Fraser (født 3. december 1968) er en amerikansk skuespiller. Han er kendt for at spille Rick O'Connell i Mumien-trilogien.

## Udvalgt filmografi
- Encino Man (1992)
- The Scout (1994)
- George - den gæve liansvinger (1997)
- Gods and Monsters (1998)
- Mumien (1999)
- Forhekset (2000)
- Mumien vender tilbage (2001)
- The Quiet American (2002)
- Looney Tunes: Back in Action (2003)
- Crash (2004)
- Rejsen til jordens indre (2008)
- Mumien: Drage-kejserens grav (2008)
- Inkheart (2008)
- Gimme Shelter (2013)
- The Whale (2022)